# Prîvilne, Baștanka
Prîvilne (în ucraineană Привільне) este localitatea de reședință a comunei Prîvilne din raionul Baștanka, regiunea Mîkolaiiv, Ucraina.

## Demografie
Componența lingvistică a localității Prîvilne
     Ucraineană (96,39%)
     Rusă (3,2%)
     Alte limbi (0,3%)
Conform recensământului din 2001, majoritatea populației localității Prîvilne era vorbitoare de ucraineană (96,39%), existând în minoritate și vorbitori de rusă (3,2%).